# Isolepis diabolica
Isolepis diabolica är en halvgräsart som först beskrevs av Ernst Gottlieb von Steudel, och fick sitt nu gällande namn av Heinrich Adolph Schrader. Isolepis diabolica ingår i släktet borstsävssläktet, och familjen halvgräs. Inga underarter finns listade i Catalogue of Life.